# Прелазни национални савет (Либија)
Прелазни национални савет, Привремени прелазни савет или Национални савет Либије (арап. المجلس الوطني الإنتقالي), политичко је тело створено да представља Либију од стране побуњеничких снага током Рата у Либији (2011).
Савет је основан у Бенгазију дана 27. фебруара 2011, а његова сврха је ангажовање као „лице револуције“. Дана 5. марта 2011, Савет је усвојио статут којим се проглашава „јединим легитимним представником либијског народа и државе“.

## Међународна признања
Списак држава чланица ОУН које су признале побуњенички Прелазни национални савет као легитимну власт:
1. Француска (10. март 2011)[5][6]
2. Катар (28. март 2011)[7][8]
3. Малдиви (3. април 2011)[9]
4. Италија (4. април 2011)[10][11][12]
5. Кувајт (13. април 2011)[8][13][14]
6. Гамбија (22. април 2011)[15]
7. Сенегал (28. мај 2011)[16][17]
8. Шпанија (8. јун 2011)[18][19]
9. Аустралија (9. јун 2011)[20][21]
10. Уједињени Арапски Емирати (12. јун 2011)[8][22]
11. Немачка (13. јун 2011)[23]
12. Канада (14. јун 2011)[19][24]
13. Панама (14. јун 2011)[25][26]
14. Аустрија (18. јун 2011)[27]
15. Летонија (20. јун 2011)[28]
16. Данска (22. јун 2011)[29][30][31][19][32][33]
17. Зеленортска Острва (26. јун 2011)[34][35]
18. Бугарска (28. јун 2011)[36]
19. Хрватска (28. јун 2011)[36]
20. Турска (3. јул 2011)[37][38]
21. Пољска (8. јул 2011)[39][40][41][42]
22. Холандија (13. јул 2011)[19][43]
23. Белгија (13. јул 2011)[43]
24. Луксембург (13. јул 2011)[43]
25. Сједињене Америчке Државе (15. јул 2011)[44][45][46]
26. Јапан (15. јул 2011)[47]
27. Албанија (18. јул 2011)[48][49]
28. Словенија (20. јул 2011)[тражи се извор]
29. Црна Гора (21. јул 2011)[50][51]
30. Уједињено Краљевство (27. јул 2011)[52][53][54]
31. Португалија (28. јул 2011)[55]
32. Габон (12. август 2011)[56]
33. Тунис (20. август 2011)[57][58][59][60][тражи се извор]
34. Нови Зеланд (22. август 2011)[61]
35. Египат (22. август 2011)[62][63][64]
36. Јордан (22. август 2011)[65][66][67]
37. Мароко (22. август 2011)[68][69][70][71][72]
38. Ирска (22. август 2011)[73][74][75][76]
39. Нигерија (22. август 2011)[64][77][78]
40. Оман (23. август 2011)[8][64][79]
41. Бахреин (23. август 2011)[8][69][70][77][80]
42. Малта (23. август 2011)[64][81][82][83][84][85]
43. Ирак (23. август 2011)[86]
44. Грчка (23. август 2011)[87][88]
45. Норвешка (23. август 2011)[89][90][91]
46. Либан (23. август 2011)[69][70][92]
47. Јужна Кореја (24. август 2011)[93]
48. Судан (24. август 2011)[94][95]
49. Мађарска (24. август 2011)[96]
50. Чад (24. август 2011)[97][98][99]
51. Етиопија (24. август 2011)[100][101]
52. Буркина Фасо (24. август 2011)[98]
53. Босна и Херцеговина (25. август 2011)[102][103]
54. Монголија (25. август 2011)[104]
55. Џибути (25. август 2011)[105]
56. Обала Слоноваче (25. август 2011)[106]
57. Република Македонија (25. август 2011)[107]
58. Колумбија (25. август 2011)[108][109]
59. Кипар (26. август 2011)[110][111]
60. Малезија (26. август 2011)[112]
61. Руанда (26. август 2011)[113][114]
62. Бенин (26. август 2011)[115][116]
63. Естонија (26. август 2011)[117][118][119]
64. Того (27. август 2011)[115][116][120]
65. Нигер (27. август 2011)[115][116][121]
66. Гвинеја (28. август 2011)[122]
67. Чешка (29. август 2011)[123][124][125][тражи се извор]
68. Словачка (30. август 2011)[126][127]
69. Филипини (30. август 2011)[128][129]
70. Јерменија (31. август 2011)[130][131][132]
71. Русија (1. септембар 2011)[133]
72. Украјина (1. септембар 2011)[134]
73. Финска (1. септембар 2011)[135][136]
74. Румунија (1. септембар 2011)[137][138][139]
75. Боцвана (2. септембар 2011)[140][141]
76. Азербејџан (2. септембар 2011)[142]
77. Казахстан (5. септембар 2011)[143]
78. Централноафричка Република (5. септембар 2011)[144]
79. Комори (6. септембар 2011)[145]
80. Сејшели (7. септембар 2011)[146]
81. Гана (9. септембар 2011)[147]
82. Кина (12. септембар 2011)[148]

Дана 16. септембра, већина држава чланица ОУН (њих 113) на заседању Генералне скупштине одлучиле су да признају Прелазни национални савет као либијског представника.